# Agrodolce

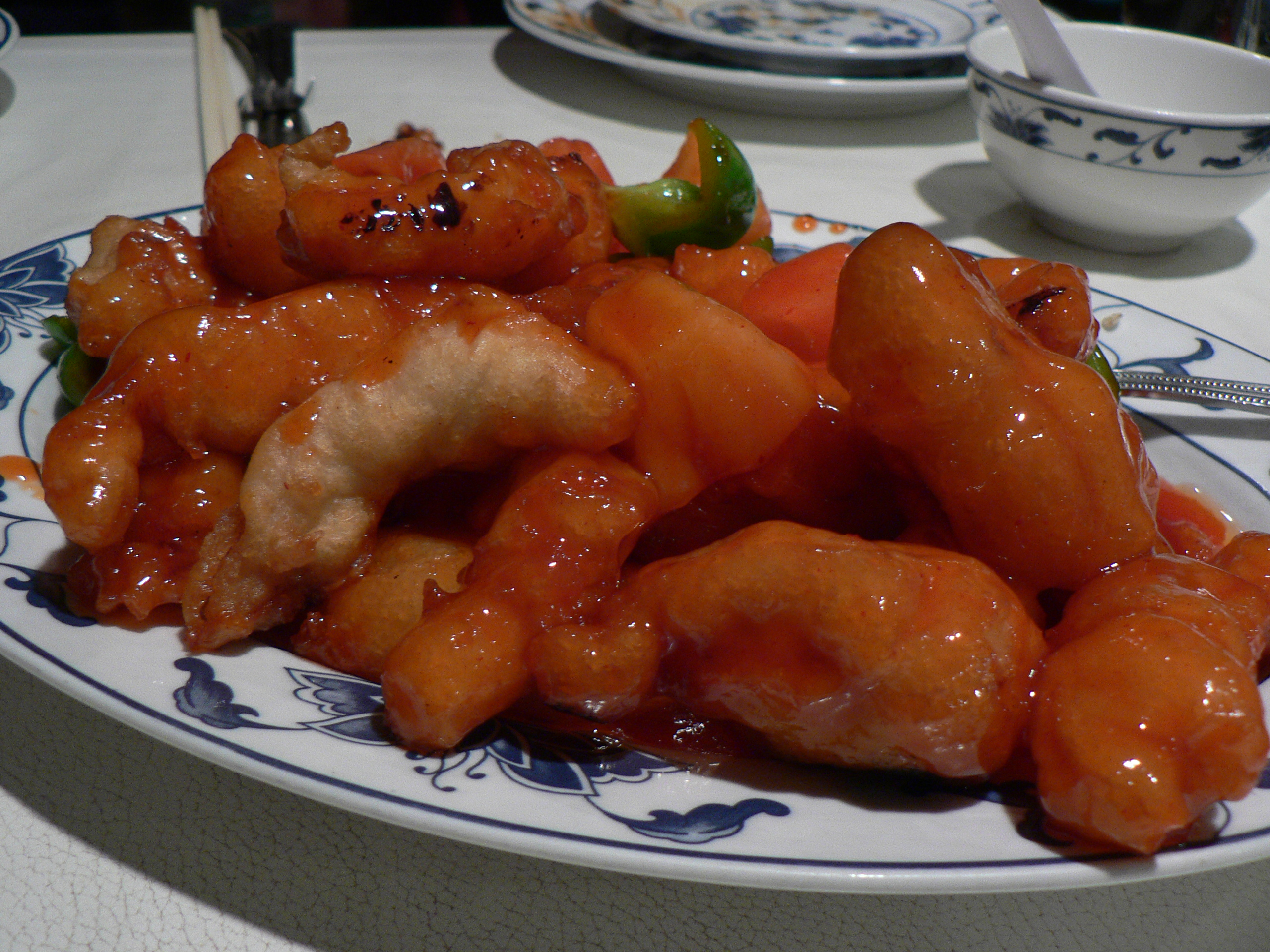
Pollo in agrodolce

Con il termine agrodolce si intende una preparazione culinaria, un metodo di cottura dei cibi in cui siano presenti il gusto agro dato dal succo di limone o dall'aceto e quello dolce, dato invece dallo zucchero o altri ingredienti come le albicocche, il miele e il cioccolato.

## Storia
La tecnica di cucinare i cibi in agrodolce affonda le sue radici nell'antichità. Infatti le prime documentazioni risalgono già ai tempi dell'Impero romano, quando il gastronomo Apicio scrisse nel I secolo il De re coquinaria, una raccolta di ricette di cucina romana in cui si parla di una miscela a base di aceto e miele utilizzata per aromatizzare le vivande.
Durante il Medioevo gli ingredienti usati per la cottura in agrodolce sono aumentati, sconfinando anche nell'utilizzo di succo di melagrana e agrumi come condimenti dal sapore acidulo, mentre miele, datteri e uva passa erano impiegati per conferire il gusto dolce. 
La ricetta odierna è frutto della scoperta della canna da zucchero da parte degli Arabi, che intorno al 900 d.C. la introdussero in Sicilia e iniziò ad assumere una sempre più ampia diffusione.

## Preparazioni

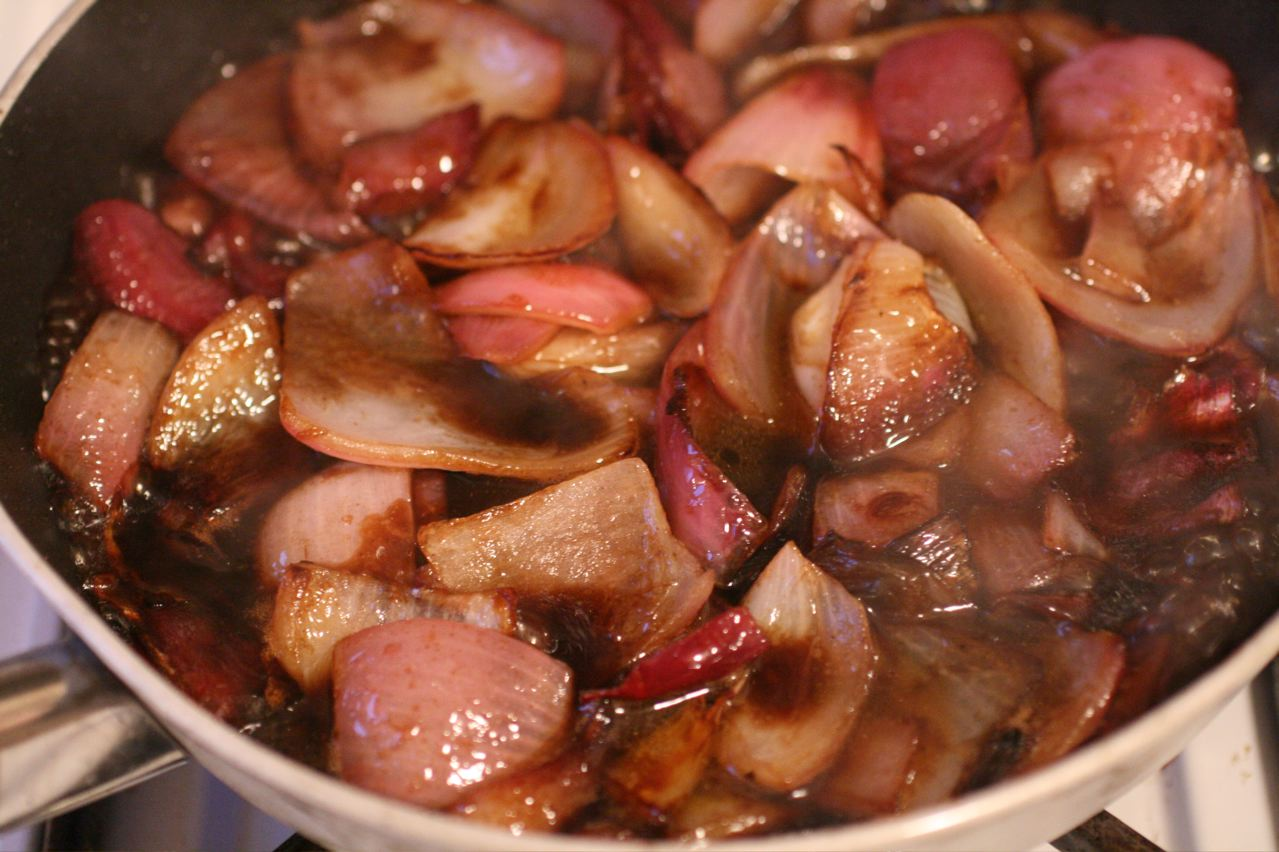
Casseruola di cipolle in agrodolce

Diversi piatti occidentali rendono possibile cucinare l'ingrediente portante, principalmente maiale o gamberetti, con una varietà di condimenti che rendono poi la portata agrodolce.
Tra le ricette in agrodolce figurano la caponata, il tonno in agrodolce, la zucca in agrodolce, le sarde allinguate, le polpette in agrodolce, le verdure in agrodolce le sarde in saor e la mostarda. In Italia inoltre la cucina agrodolce ha un largo impiego anche nella preparazione della giardiniera per conservare gli ortaggi. La cottura in agrodolce trova largo uso anche per i sapori forti delle carni da selvaggina, come il cinghiale, la lepre e il capriolo.
L'agrodolce è tipica anche della cucina orientale, in particolare di quella cinese. Vi sono tanti piatti in cui sono presenti questi due sapori. Tra di essi figurano l'anatra laccata alla pechinese, che viene avvolta in una crosta di zucchero e soia prima di essere arrostita, e il maiale in agrodolce, condito con aceto di riso e zucchero.